# شهدخوار ریزه
شهدخوار ریزه (نام علمی: Cinnyris minullus) نام یک گونه از سرده ریزشهدخوارها است.